# Prosečka vas
Prosečka vas este o localitate din comuna Puconci, Slovenia, cu o populație de 129 de locuitori.